# Stevan Dedijer
Stevan Dedijer, född 25 juni 1911 i Sarajevo, död 13 juni 2004 i Dubrovnik, var en jugoslavisk akademiker och en av underrättelseanalysens pionjärer. Han anses ha varit en av grundargestalterna inom den moderna underrättelsevetenskapen, bl.a. i och med den kurs han 1975 startade vid Lunds Universitet. Hans arbete har haft inflytande på litteraturen inom bland annat business intelligence och omvärldsanalys. Stevan Dedijer grundade Forskningspolitiska institutet vid Lunds universitet.